# 原築
原築（英語：La Grove）是新鴻基地產發展的低密度私人屋苑，位於香港新界元朗十八鄉路83號，共設4座物業，提供542個住宅單位及161個車位，項目在2008年11月21日獲批核同意書/公契，同月以預售樓花形式首次開售，曾經於元朗新元朗中心（現時是形點II）設有示範單位，於2009年9月末入伙。屋苑由發展商旗下的啟勝管理服務負責管理。

## 簡介
物業為低密度設計住宅，由於屋苑開售時正值2007年－2008年環球金融危機，呎價只約港幣$3,100起。
據發展商售樓書所述，屋苑是以年輕專業人士為目標銷售對象，屋苑整體設計以年輕化路線為主，針對年輕人對優質而簡約的生活，擁有專屬的生活空間而命名，「原」代表原創的生活，「築」代表簡潔高雅的建築，並推廣「有情、有序、有機及有閑」的生活概念。

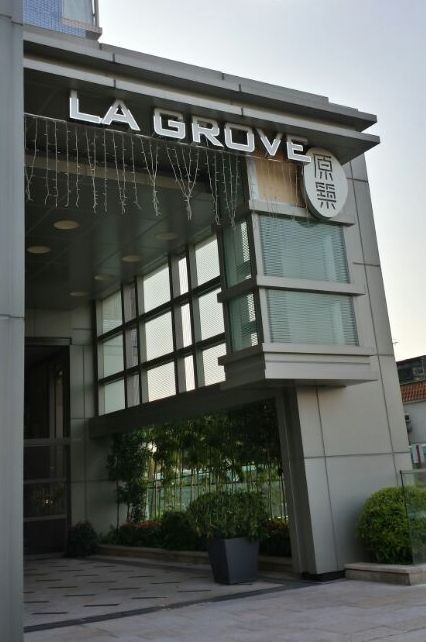
正門入口
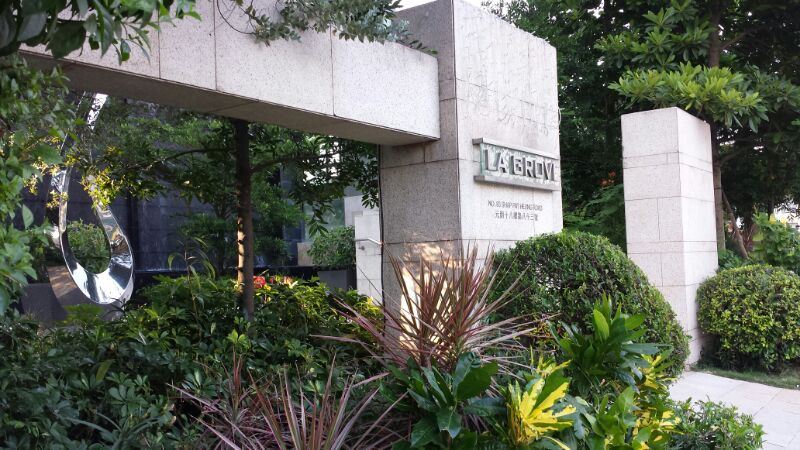
側門入口全景
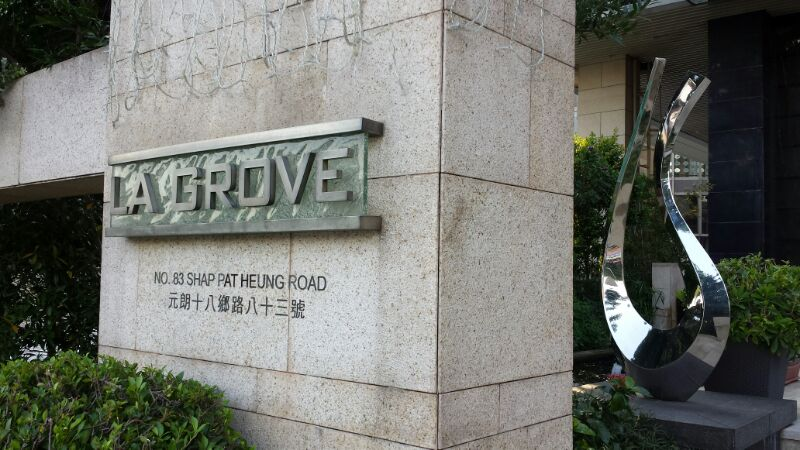
側門入口
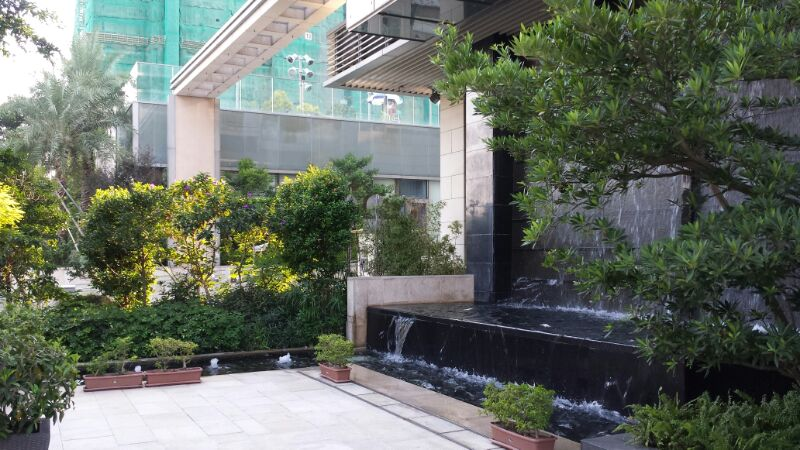
瀑布

## 單位特色
原築共有4座住宅物業（第1-3座及第5座）。大廈樓高17至19層，一梯為1至8伙不等，合共提供542個住宅單位。
單位密度不高，每戶均建有環保露臺，主要提供2房至3房單位，建築面積由約586至1,060方呎以上，當中以兩房戶為主，約佔七成，而兩房單位建築面積由約586至662方呎; 至於三房單位分為兩類型，分別為三房連套房，以及三房連套房加工人套房。
除了標準分層戶外，項目提供少量特色戶，分別為連平台、相連戶及複式戶，其中複式戶只設有2伙，面積約2,583及2,706方呎，分佈於各座頂層。

## 住客會所
原築住客會所名為「原築‧會」，佔地6萬平方呎，合共3層，提供多項設施。包括室外游泳池、水力按摩池、桑拿室、兒童遊樂室、健身室、健康舞及瑜伽室、水療室、電子遊戲室、活動室、卡拉OK室、桌球室、茶座、燒烤區。
會所特設宴會廳，提供大型投射螢幕、專用燒烤區、用餐區等，方便住客隨時宴客舉行派對，每節4小時租金約$800。

為方便住戶預訂會所設施，住戶可透過登入網上住客系統，預訂會所設施外，更可查閱會所最新活動及興趣班內容。

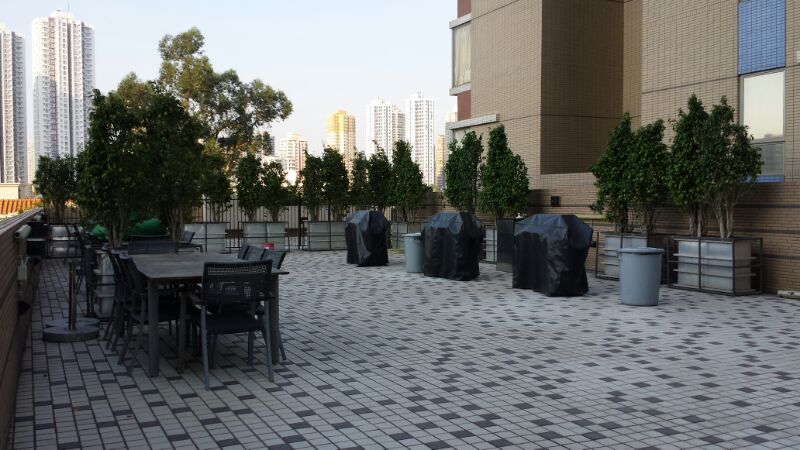
燒烤場
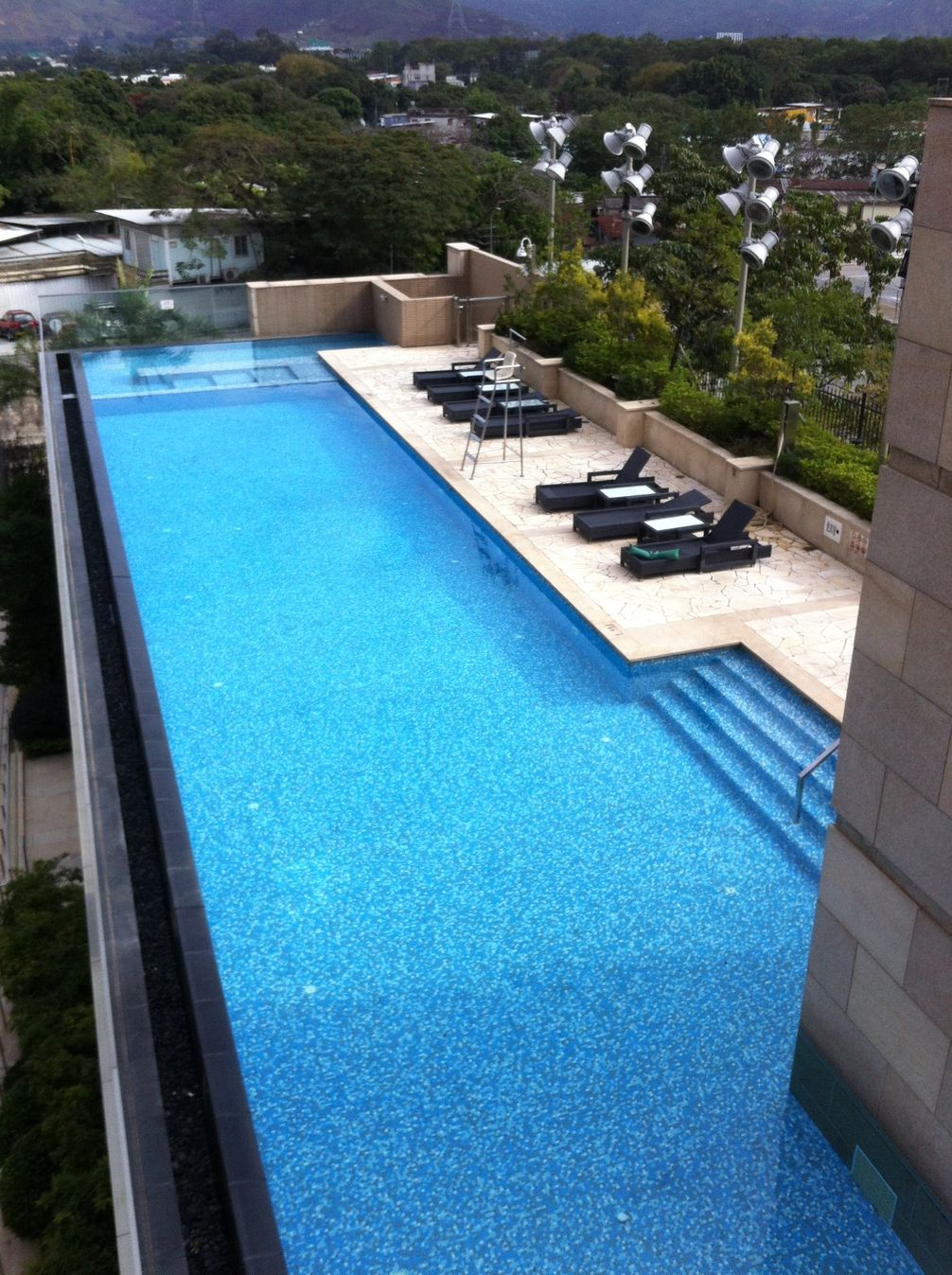
室外游泳池、水力按摩池
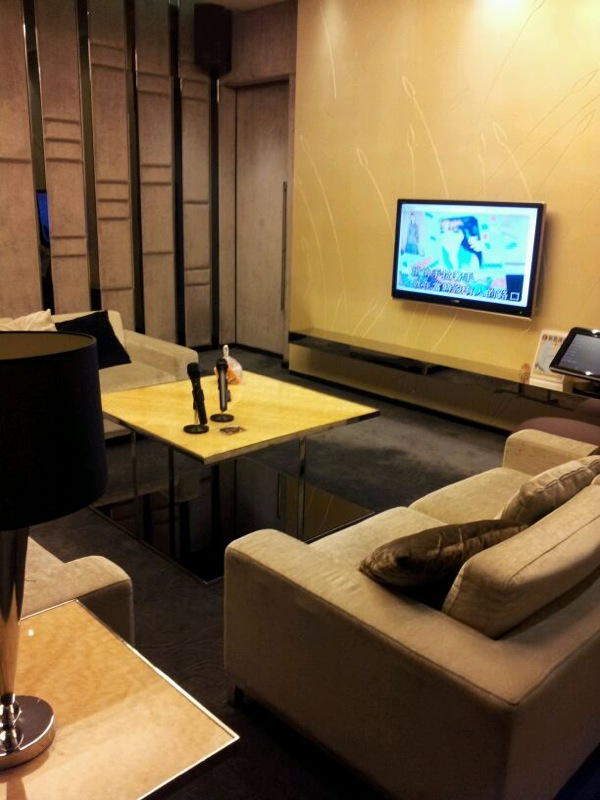
卡拉OK室
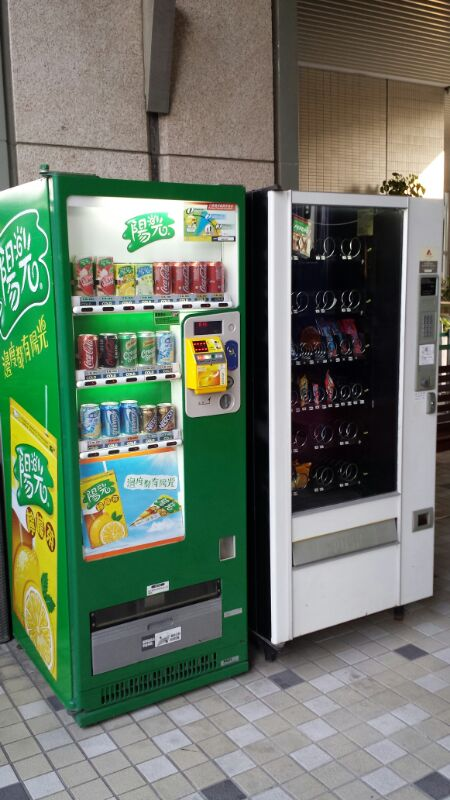
24小時 小食及汽水自動販賣機
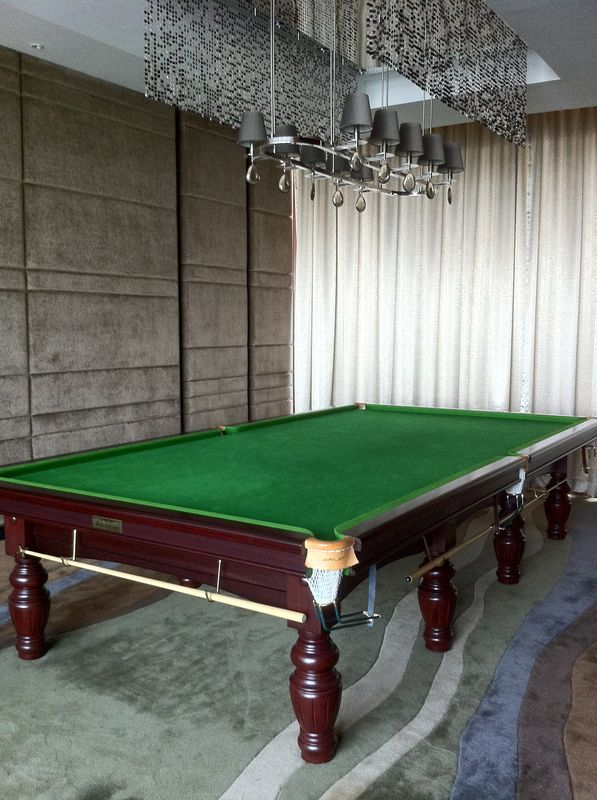
桌球室
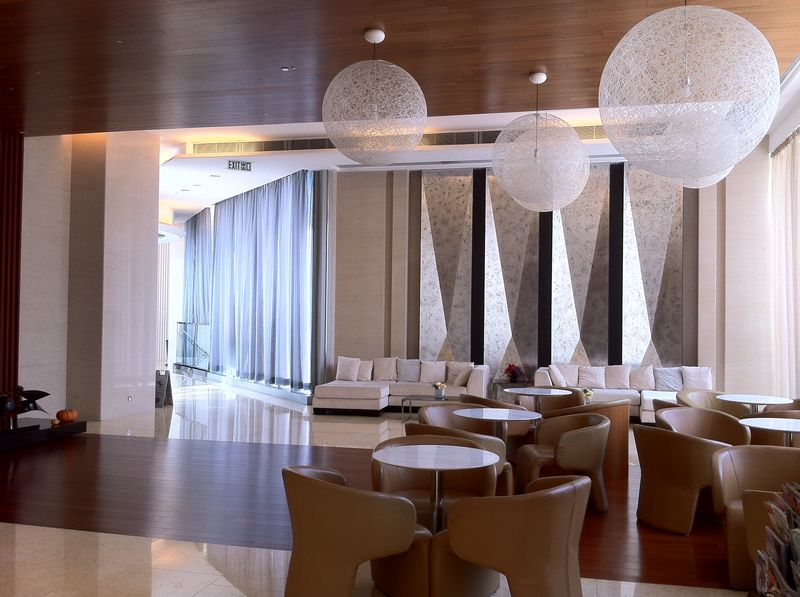
茶座/閱讀區
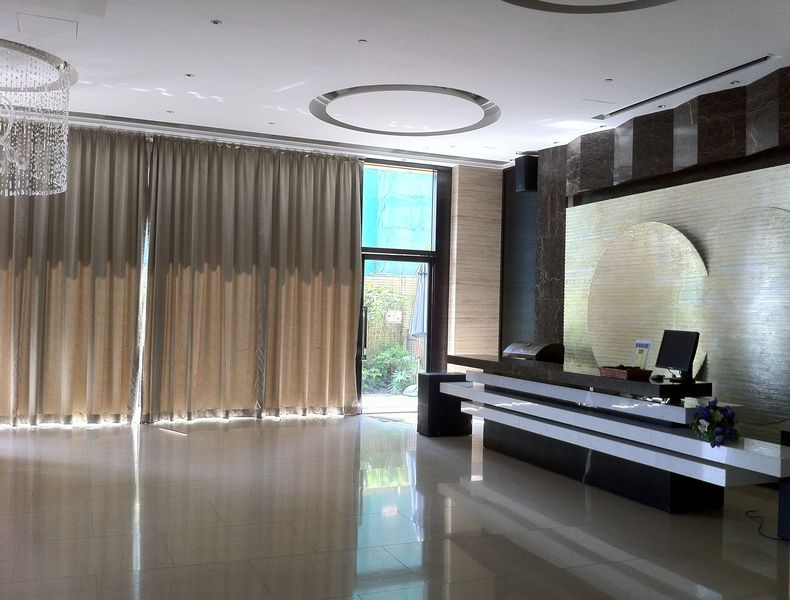
宴會廳
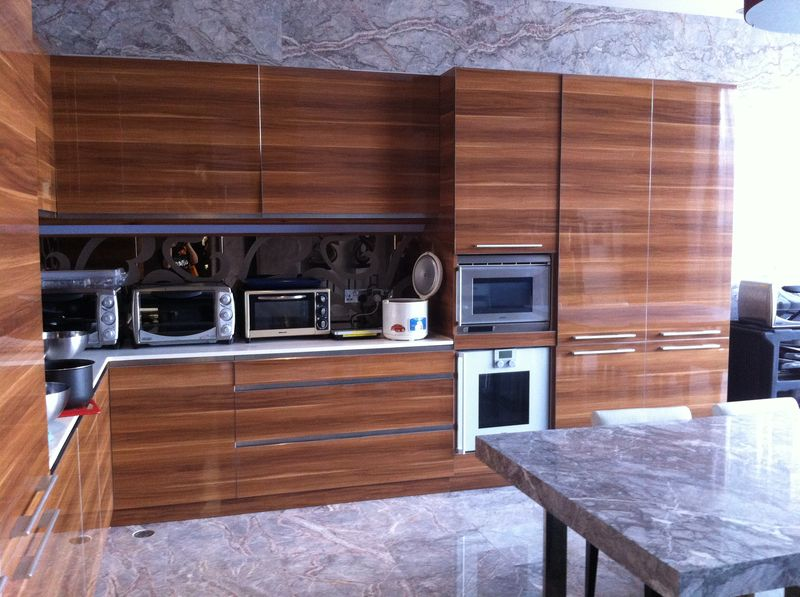
多用途活動室

## 爭議
於2008年興建期間，因高度、設計等問題上，引起了鄰近龍田村村民的不滿及抗議。最終發展公司以六十多萬元與村民達成和解。

## 事件
2018年4月19日晚上，於原築第五座一單位，一對經營凍肉生意的夫婦因生意失敗致債務纏身，兩人在單位的睡房內燒炭自殺。

## 小學校網
原築屬於元朗區73校網，該校網內的小學如下 ：
- 元朗朗屏邨東莞學校  Y.L. Long Ping Estate Tung Koon Primary School
- 光明學校  Kwong Ming School
- 元朗商會小學  Yuen Long Merchants Association Primary School
- 聖公會靈愛小學  S.K.H. Ling Oi Primary School
- 元朗公立中學校友會小學  Y.L. Public Middle School Alumni Association Primary School
- 佛教陳榮根紀念學校  Buddhist Chan Wing Kan Memorial School
- 博愛醫院歷屆總理聯誼會梁省德學校  A.D. & F.D.P.O.H. Ltd. Leung Sing Tak School
- 元朗朗屏邨惠州學校  Y.L. Long Ping Estate Wai Chow School
- 南元朗官立小學  South Yuen Long Government Primary School

## 鄰近屋苑
- 溱柏
- 瑧頤
- 翹翠峰
- 泉楓花園
- 龍田村
- 馬田村
- 榮麗苑
- 怡豐花園
- 朗景臺

## 延伸資料
- 元朗市中心
- 新元朗中心
- 新時代廣場 (元朗)
- 千色廣場
- 元朗廣場

## 外部連結
- 2009年9月19日 有線新聞台《樓盤傳真》原築驗樓[]
- 新鴻基地產 （页面存档备份，存于）
- 啟勝管理服務有限公司（页面存档备份，存于）